# Ихтис
Ихтис (от старогръцки ἰχθύς / ichthús, „риба“), по-рядко срещано като ихтус, е един от основните символи, използвани от ранните християни като знак за разпознаване. Той представлява спасителя Иисус Христос през първите дни на ранната църква. На гръцки език това е съкращение за Иисус Христос, Божия Син, нашия Спасител. Впоследствие остава стилизиран символ под формата на риба, образуван от две дъги на кръг, както и акроним (или акростих).

## Акростих
- И (I) – първата буква от името на Исус (Ἰησοῦς / Iêsoûs);
- Х (Χ) – първата буква от името на Христос (Χριστὸς / Khristòs);
- Т (Θ) – първата буква от думата „бог“ на гръцки – Теос (Θεοῦ / Theoû);
- И (Υ) или У – първата буква от думата „син“ на гръцки – Иос (Υἱὸς / Huiòs);
- С (Σ) – първата буква от думата „Спасител“ на гръцки – Сотер (Σωτήρ / Sôtếr).